# James Polk
 Der er for få eller ingen kildehenvisninger i denne artikel, hvilket er et problem. Du kan hjælpe ved at angive troværdige kilder til de påstande, som fremføres i artiklen.

James Knox Polk (født 2. november i Mecklenburg County North Carolina 1795, død 15. juni 1849 i Nashville, Tennessee) var USA's 11. præsident fra 4. marts 1845 til 4. marts 1849. Han var gift med Sarah Childress Polk og sagfører i det civile liv.
Hans navn er knyttet til krigen mod Mexico 1846-48, som han var ivrig tilhænger af, og som førte til, at USA's territorium kom til at strække sig fra Atlanterhavet til Stillehavet.
Polk repræsenterede det demokratiske parti. Hans vicepræsident var George M. Dallas.
Han døde få måneder efter sin afgang som præsident. 
James Knox Polks indstilling var, at USA havde ret til så meget af det nordamerikanske kontinent som overhovedet muligt. I hans præsidentperiode voksede USA med over halvanden million kvadratkilometer, fra Texas og New Mexico til Californien med samt Oregon og Washington. Han førte sejrrigt USA i krig mod Mexico og udvidede bl.a. dermed nationen mere end nogen anden præsident.

## Ungdom og familieforhold
Polk fødtes i North Carolina på familiens gård. Da han var ti år, flyttede familien til de uopdyrkede landområder i Tennessee for at skabe en plantage i de uopdyrkede områder. Dette tog hårdt på hans helbred, der blev skadet for resten af hans liv. Familien klarede sig godt, plantagen blev meget stor og man holdt omkring 50 slaver. James Polks skolemæssige uddannelse foregik i hjemmet til han var 18 år, hvorpå han kom i den presbyterianske skole nær Columbia, Tennessee. Derpå fortsatte han på North Carolinas universitet, indtil han blev lovpraktikant hos en anerkendt sagfører i Tennessee og siden anerkendt som sagfører.
I 1824 blev Polk gift med Sarah Childress, en velhavende, veluddannet kvinde, der havde god sans for at omgås de rette personer og forstod at underholde. Sarah var en god modvægt til sin mere reserverede ægtefælle.

## Politik
I 1825 blev Polk valgt til Repræsentanternes hus, hvor han tjente i seks valgperioder.
Andrew Jackson var blevet støttet af Polk's far, da han havde forsøgt sig som præsidentkandidat i 1824. Da Jackson endelig indtog Det Hvide Hus, blev Polk en tæt samarbejdspartner i kongressen. Med Jackson i ryggen blev Polk Speaker of the House i 1835, en post han varetog i 4 år. Polks opbakning og entusiasme for præsidenten gav ham øgenavnet "Young Hickory" – præsident Jacksons kælenavn var "Old Hickory".
I 1839 blev Polk valgt til guvernør i Tennessee, men tiderne var ved at vende sig mod demokraterne. USA var nede i en større depression, hvor banker gik fallit og landbrug lukkede. Det nye parti, Whig, forstod at kaste skylden på Andrew Jackson. Da Polk søgte genvalg i 1841 tabte han, 2 år senere udfordrede han den siddende guvernør, men tabte igen. Familien Polk vendte hjem til deres plantage.

## Præsidentvalget
I 1844, da Demokraterne samledes til partikonventet for at vælge sin præsidentkandidat, var det ikke med forventningen om, at James Knox Polk skulle blive den foretrukne kandidat. Tidligere præsident Martin Van Buren stod stærkest, men mindst 7 andre kandidater var i spil ved konventet. Det trak ned for Van Buren, at han som siddende præsident havde tabt til William Henry Harrison i 1840. Da han under konventet også modsatte sig at Texas blev optaget i De Forenede Stater, mistede han desuden den nødvendige opbakning fra sydstaterne, hvilket gjorde hans appel som kandidat lang mindre. Hvis Texas blev en del af USA, ville man have endnu en stat, hvor slaveri var tilladt.
Konventet gik i hårdknude. Ingen kandidat så ud til at kunne få det nødvendige antal stemmer, indtil Van Buren bad sine delegerede støtte outsideren James Knox Polk, der var kommet til konventet i håb om en vicepræsidentnominering.
Polk var ukendt i den brede befolkning, hvilket Whig-partiet slog kraftigt på. Spørgsmålet "Who is James Knox Polk?" blev nærmest Whig-partiets slogan. En lignende taktik blev forsøgt fra republikansk side i præsidentvalgkampen i 1976, hvor demokraten Jimmy Carter blev kaldt "Jimmy who?".
Da Polk modtog nomineringen var det i bevidstheden om, at partiet var tæt på splittelse i bitre fraktioner. Dette synes at ligge til grund for, at Polk straks meldte ud, at han kun ville tjene i én præsidentperiode. Hans skuffede modkandidater kunne så fuldt ud støtte hans kandidatur, i håbet om personligt at få en ny chance allerede 4 år senere. 
Men Polk forstod at balancere i spørgsmålet om Texas' optagelse i unionen. Polk meldte ud, at han var for Texas' optagelse, men samtidig også for, at nordstaten Oregon – der var under delt amerikansk/britisk herredømme – skulle genvindes, hele området mellem breddegraderne 54° nord og 40° syd. Ikke kun en ny sydstat, men også en ny nordstat skulle sikre unionens balance.
Sloganet "fifty-four forty or fight", med reference til breddegraderne, er ofte blev tilskrevet Polk under valgkampen, men dette afvises af en del historikere. boundary dispute#Slogans and war crisis Se artiklen i engelsk Wikipedia
Tonen i valgkampen var hård, nærmest ond. Slaveriet og bagvaskelse fyldte mest. Såvel Polk som hans modkandidat, whiggen Henry Clay var slaveejere, men Clay var imod Texas' optagelse i unionen. Demokraterne påstod, at Clay havde forbrudt sig mod hvert eneste af de ti bud. Valgkampagnen blev endnu mere forplumret, da en tredje kandidat, James G. Birney fra Frihedspartiet, meldte sig på banen, og Polk vandt valget med en uhørt lav margin. Kun 38.000 stemmer ud af 2,6 mio. adskilte de to hovedkandidater. Polk vandt i øvrigt hverken sin fødestat, North Carolina, eller sin hjemstat, Tennessee.

## Præsidentperioden
Det blev hurtigt krisetider i Polks Hvide Hus. Efter at have genvundet områderne Oregon og Washington fra briterne, rettede han sin opmærksomhed mod Texas, der var blev annekteret af hans forgænger, præsident Tyler, som en af hans sidste embedshandlinger. Mexico påstod at have retten til Texas og spørgsmålet måtte løses med militær magtanvendelse. General Zachary Taylor, den senere præsident, gik med sin hær ind over den vestlige grænse. 
I 1846 udbrød der egentlig krig mellem Mexico og USA. De amerikanske styrker trængte dybt ind i Mexico og efter 16 måneder var Mexico City i 1847 faldet til amerikanerne. En traktat blev underskrevet i Guadalupe Hidalgo, hvor grænsen mellem Mexico og USA blev trukket langs floden Rio Grande. For et beløb på $ 15 mio. tilkøbte USA territorierne Californien og New Mexico under separate forhandlinger.
Præsidenten gik efter USA's fortsatte ekspansion. I 1848 indledte han igennem sin ambassadør i Spanien forhandlinger om at købe Cuba. Den spanske regering endte med at takke nej, selv om præsidenten var parat til at betale den enorme sum af $ 100 mio.
På hjemmefronten kom præsidenten under pres på grund af en den såkaldte Wilmot klausul, en klausul der ville forbyde slaveri i alle områder, der blev erhvervet fra Mexico. Klausulen blev flere gange debatteret i kongressen, men blev aldrig ophøjet til lov. Præsidenten mente privat, at de nye områder skulle være slavefri, men han ville ikke støtte klausulen offentligt. Derfor forblev slavespørgsmålet i de nye vestlige territorier uafklaret.

## Eftertiden
Selv om præsident Polk sandsynligvis kunne være blevet genvalgt med lethed, holdt han sit løfte om at træde tilbage efter en præsidentperiode. Hans efterfølger blev ovennævnte Zachary Taylor, der kandiderede for Whig-partiet. 
James Knox Polk døde kun tre måneder efter sin afgang og efterlod sin plantage til sin hustru med anmodningen om, at plantagens slaver skulle frigives ved hendes død. 
Præsident Polk efterlod USA større, men svagere. Unionen var udvidet med over 1,6 mio kvadratkilometer, men slavespørgsmålet var fortsat uafklaret og på vej til at kaste nationen ud i borgerkrig.
Historikere anser i dag Polk for at være en af USA's store præsidenter, men samtidig en præsident der undlod at løse slavespørgsmålet, selv om han havde den folkelige opbakning. Ved sin afgang i 1849 var slavespørgsmålet derfor stadig uløst.